# よーじや
よーじやは、京都市に本社を置くあぶらとり紙を中心とした和製化粧雑貨品の会社およびそのブランド名である。
日本有数のあぶらとり紙ブランドのひとつである。

## 概要

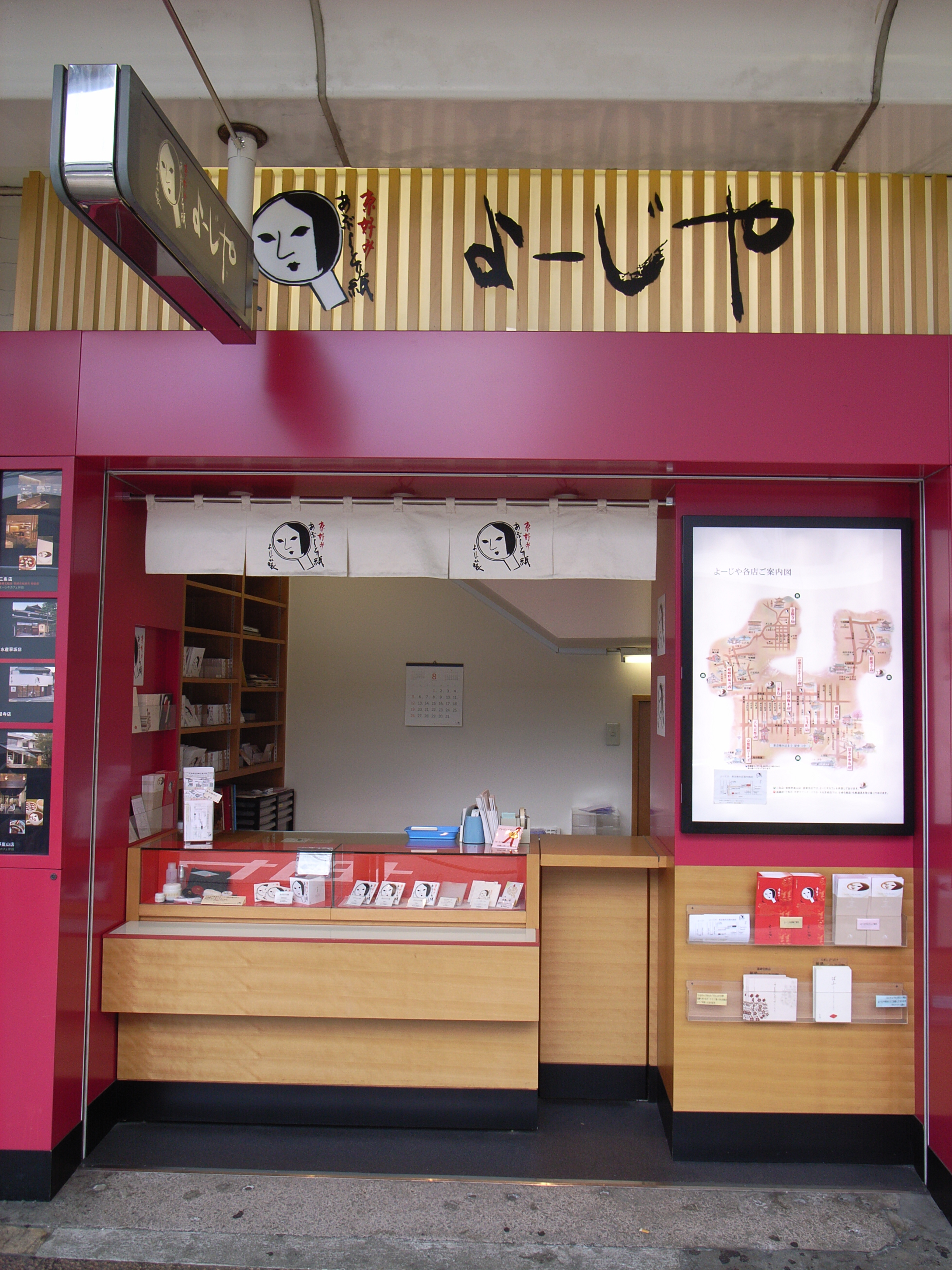
よーじや

1904年（明治37年）に、京都市の六角御幸町に國枝商店として創業。その後、新京極の花遊小路に店を移し、この時によーじやと店名を改める。当時扱っていた主力商品のひとつである歯ブラシが「楊枝」と呼ばれており、「楊枝屋さん」という愛称で親しまれ、よーじやという店名のきっかけとなった。現在、京都市を中心に販売店を展開し、刷毛や手鏡、化粧水など約320品目の化粧品・化粧雑貨・オリジナル美粧品を販売している。その代表的な商品はあぶらとり紙であり、ベストセラーとして長年多くの人たちに親しまれ続けている。
オリジナルの化粧品の製造は戦後長らく途絶えていたが、1993年にオリジナルの化粧雑貨を発売し、2000年から基礎化粧品も製造・販売するようになった。商品デザインには社長も直接参画し、朱色、黒、白の3色を基調としている。特に朱色はよーじやを代表する色とされ、通常の赤と意識的に使い分けがなされている。
また、京都府内及び羽田空港第1ターミナルによーじやカフェを出店しており、看板の手鏡に写る女性をモチーフにしたメニューなどを提供している。2014年にはよーじやカフェ監修のもと、エースコックからインスタントの白味噌豆乳スープが発売された。
5代目の國枝昂が社長に就任した2020年からは、観光客の需要が中心だった売り上げがコロナ禍で激減したこともあり、固定客を確保するべく脱観光依存へと方針を転換、日常使いできる製品の開発や飲食事業の展開など改革を進めていった。創業120年を迎えた2024年初頭からロゴの変更にも着手し、2025年3月にリブランディングを発表、「京都発のライフスタイルブランドとして生まれ変わる」という意思を込め、あらたなコーポレートロゴと「みんなが喜ぶ京都にする」というスローガン、長らく使われてきた「手鏡に映る女性」を描いたロゴマークを元に、手鏡のシルエットに変更したブランドロゴと、女性を元にしたコーポレートキャラクター「よじこ」を制定した（旧ロゴもブランドの象徴として引き続き使用）。

## 販売店一覧

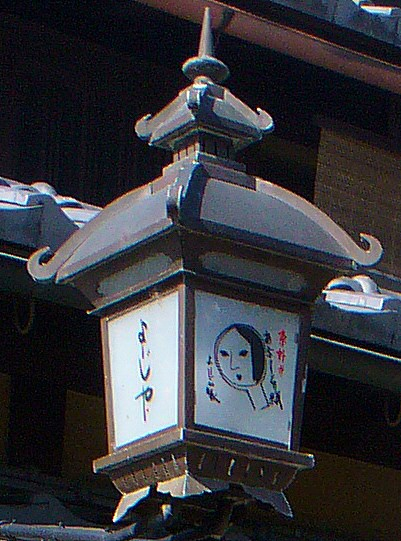
よーじや看板

- 祇園本店
- 嵯峨野嵐山店
- 清水産寧坂店
- 清水店
- 大丸京都店
- 金閣寺店
- 京都駅コーナー
- 羽田空港店
- 成田空港免税店
- 関西国際空港免税店